# Sergio Bergamelli
Sergio Bergamelli (ur. 16 sierpnia 1970 w Alzano Lombardo) – włoski narciarz alpejski. Zajął 16. miejsce w gigancie na igrzyskach w Nagano. Najlepszym wynikiem Bergamellego na mistrzostwach świata było 17. miejsce w slalomie podczas mistrzostw w Sankt Anton w 2001 r. Najlepsze wyniki w Pucharze Świata osiągnął w sezonie 1991/1992, kiedy to zajął 43. miejsce w klasyfikacji generalnej. Ponadto na mistrzostwach świata juniorów w 1988 r. zdobył srebrny medal w supergigancie, a rok później zdobył złoty medal w slalomie i brązowy medal w gigancie.
Jego bracia Giancarlo, Norman i Thomas również uprawiali narciarstwo alpejskie.

## Sukcesy

### Puchar Świata

#### Miejsca w klasyfikacji generalnej
- 1991/1992 – 43.
- 1992/1993 – 62.
- 1994/1995 – 120.
- 1995/1996 – 81.
- 1996/1997 – 120.
- 1997/1998 – 70.
- 1998/1999 – 91.
- 1999/2000 – 67.
- 2000/2001 – 105.

#### Miejsca na podium
1. Kranjska Gora – 4 stycznia 1992 (gigant) – 1. miejsce